# Río Congüe
El río Congüe (escrito alternativamente como Congue, Kongue, Konwe) es un río en el suroeste del país africano de Guinea Ecuatorial incluido administrativamente en la provincia litoral y justo al este del río Mandyani (con quien se une más adelante) y al oeste del río Mitong. Forma parte del estuario del Muni junto con el río Mitong, el río Mandyani, el río Mitimele, el río Utamboni y el río Mven.

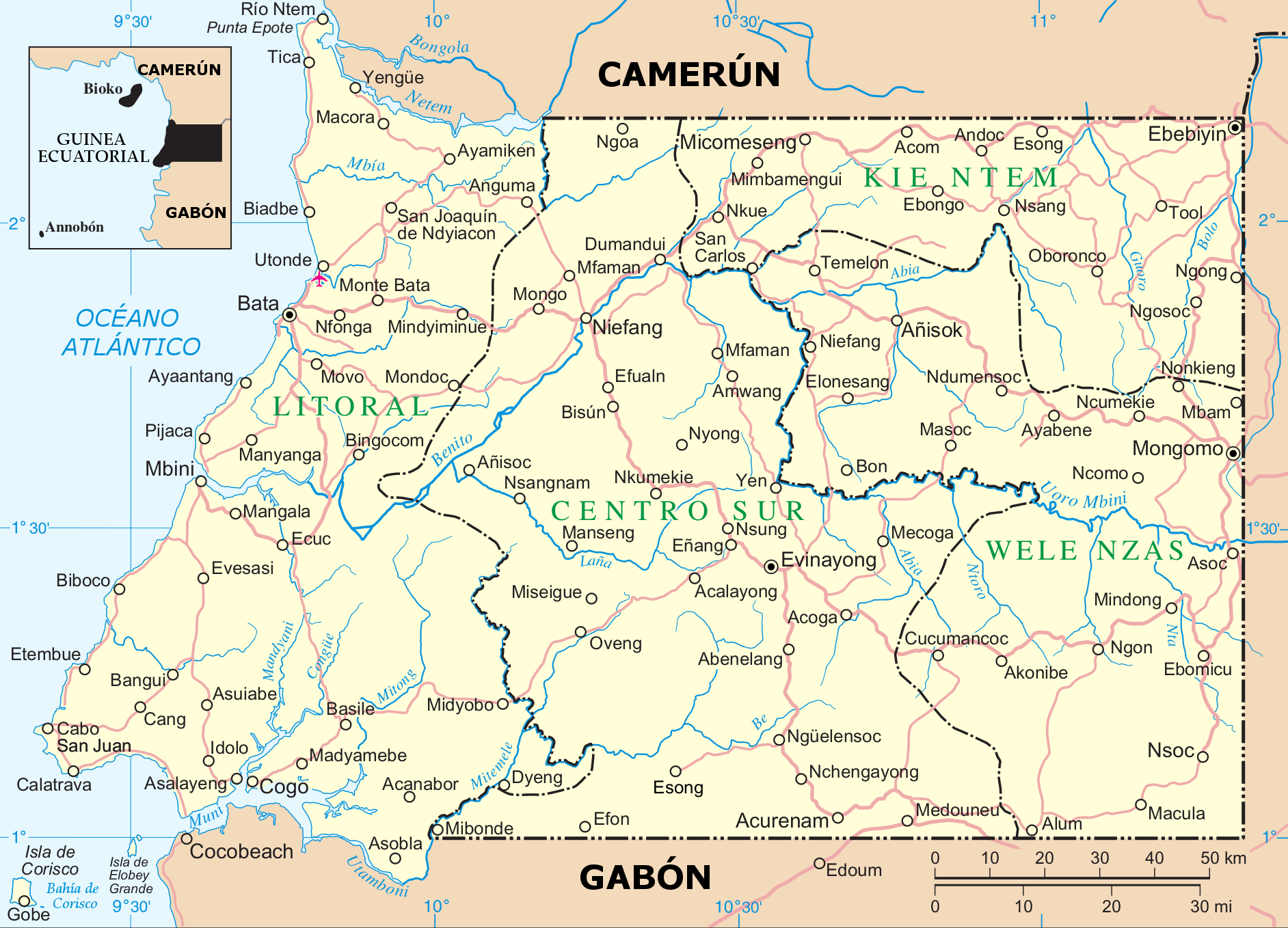
El río Congüe puede verse en la parte izquierda del mapa. Cliquear para ampliar